# Liste von Terroranschlägen im Jahr 1969
Die Liste von Terroranschlägen im Jahr 1969 enthält eine unvollständige Auswahl von Terroranschlägen, die im Jahr 1970 passierten. Attentate werden gesondert in der Liste bekannter Attentate behandelt. Die Liste von Sprengstoffanschlägen listet auch nichtterroristische Anschläge. Die Liste von Flugzeugentführungen enthält eine Liste mit meist terroristischem Hintergrund. Im Artikel Rechtsterrorismus werden weitere terroristische Anschläge aufgezählt.

## Erläuterung
In der Spalte Politische Ausrichtung ist die politische bzw. weltanschauliche Einordnung der Täter angegeben: faschistisch, rassistisch, nationalistisch, nationalsozialistisch, sozialistisch, kommunistisch, antiimperialistisch, islamistisch (schiitisch, sunnitisch, deobandisch, salafistisch, wahhabitisch), hinduistisch. Bei vorrangig auf staatliche Unabhängigkeit oder Autonomie zielender Ausrichtung ist autonomistisch vorangestellt, gefolgt von der Region oder der Volksgruppe und ggf. weiteren Merkmalen der Täter: armenisch, irisch (katholisch), kurdisch, tirolisch, tschetschenisch, dagestanisch, punjabisch (sikhistisch), palästinensisch.
Die Opferzahlen der Anschläge werden farbig dargestellt:

Die Zahl bei den Anschlägen getöteter/verletzter Täter ist in Klammern ( ) gesetzt.

## Liste
| Datum/Beginn      | Betroffenes Land       | Anschlag                                                        | Täter                  | Politische Ausrichtung      | Mittel      | Ziel                    | Tote   | Verletzte | Hintergrund        |
| ----------------- | ---------------------- | --------------------------------------------------------------- | ---------------------- | --------------------------- | ----------- | ----------------------- | ------ | --------- | ------------------ |
| 30. Juni 1969     | Vereinigtes Königreich | Anschlag auf Bahngleise die auf der Route des Royal Train lagen | Mudiad Amddiffyn Cymru | autonomistisch-walisisch    | Sprengstoff | Infrastruktur           | 0 (+2) | 0         |                    |
| 5. August 1969    | Irland                 | Bombenanschlag auf Raidió Teilifís Éireann                      | UVF                    | protestantisch-unionistisch | Bombe       | Radiostudio             | 0      | 0         | Nordirlandkonflikt |
| 12. Dezember 1969 | Italien                | Anschlag in Mailand                                             | Ordine Nuovo           | neofaschistisch             | Sprengsatz  | Zivilisten, Bankgebäude | 17     | 88        |                    |